# 反転回復法
反転回復法（はんてんかいふくほう、IR:inversion recovery）は、MRIにおけるパルス系列のひとつ。90°パルスの印加の前に、まず180°パルスを印加することにより、z軸方向の縦磁化成分を反転させておく。縦緩和により縦磁化が回復してくる過程で90°パルスを印加して、FID信号もしくはスピンエコー法によるエコー信号を測定する。反転状態からの回復の速度は、T1にのみ依存するので、T1強調度の強い画像を得ることができ、180°パルスから90°パルスまでの時間（反転時間:TI）の調節によりT1強調度を変えることができる。 
反転時間 (TI) を変化させることにより、脂肪の抑制 (STIR) や脳脊髄液の抑（FLAIR）画像を得ることが可能。